# Jebel Musa (Marocco)
Il Jebel Musa o Jebel Moussa (in arabo جبل موسى‎?, Jabal Mūsā, in berbero Adrar Musa e in spagnolo Monte Musa) è una montagna del Marocco la cui altitudine è di 839 metri s.l.m. posta sullo Stretto di Gibilterra nelle vicinanze dell'exclave spagnola di Ceuta. È considerata una delle Colonne d'Ercole insieme alla Rocca di Gibilterra anche se altre interpretazioni identificano la colonna meridionale nel Monte Hacho a Ceuta.

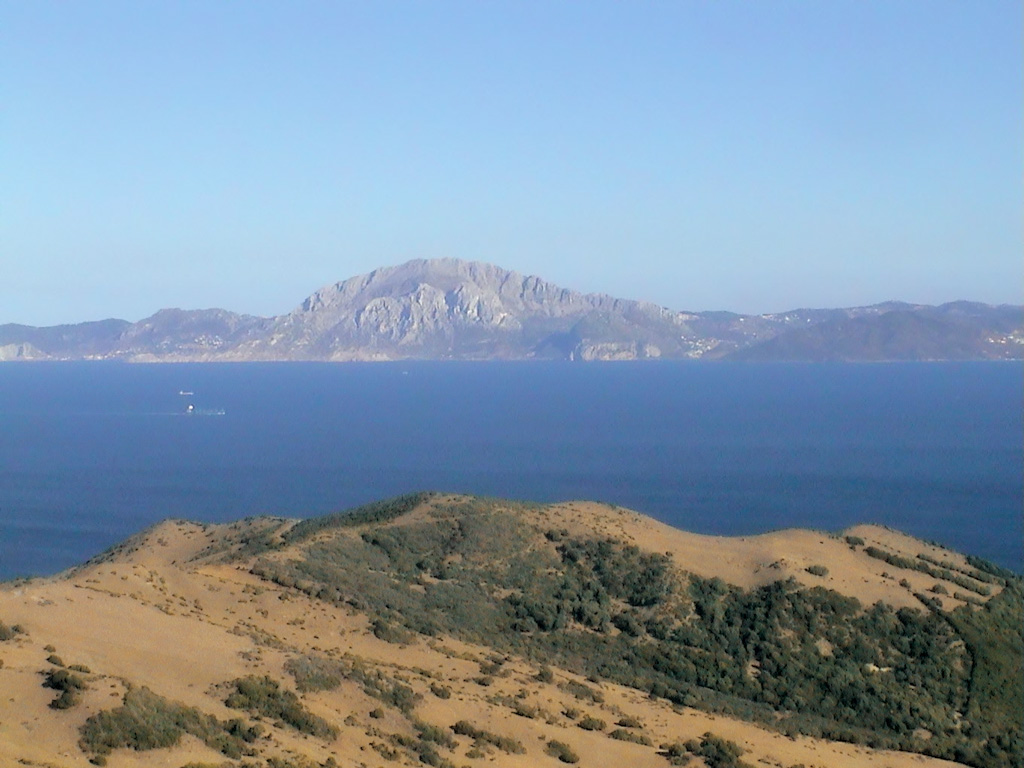
Il Jebel Musa dalla costa spagnola.

Secondo la tradizione il nome è dovuto al generale yemenita Musa ibn Nusayr che intraprese l'invasione musulmana della Penisola iberica nel 711; non vi è certezza di questo, anche perché Musa in arabo significa Mosè ed inoltre esistono altri monti col medesimo nome: il Monte Sinai ed il Mussa Dagh, entrambi denominati anche Jebel Musa.
Il Jebel Musa è particolarmente riconoscibile dal lato europeo dello stretto, soprattutto da Gibilterra e dalla città spagnola di Tarifa. La montagna ha anche un altro nome, quello della Mujer Muerta (donna morta), per la figura che appare in particolare osservandola dalla località di Menzù, frazione di Ceuta. Sono riconoscibili testa, occhi, naso, bocca, e seno (la cima del monte), un po' meno le gambe. Su questo fatto sono fiorite varie leggende.